# 10 000 meter för herrar i friidrott vid olympiska sommarspelen 2000
10 000 meter för herrar vid olympiska sommarspelen 2000 i Sydney avgjordes 22-25 september. 

## Medaljörer
| Gren         | Guld                        | Guld     | Silver            | Silver   | Brons                   | Brons    |
| 10 000 meter | Haile Gebrselassie Etiopien | 27.18,20 | Paul Tergat Kenya | 27.18,29 | Assefa Mezgebu Etiopien | 27.19,75 |

## Resultat
- Q innebär avancemang utifrån placering i heatet.
- q innebär avancemang utifrån total placering.
- DNS innebär att personen inte startade.
- DNF innebär att personen inte fullföljde.
- DQ innebär diskvalificering.
- NR innebär nationellt rekord.
- OR innebär olympiskt rekord.
- WR innebär världsrekord.
- PB innebär personligt rekord.
- SB innebär säsongsbästa.

### Försöksheat
| Heat 1 av 2 Datum: Fredagen den 22 september 2000 | Heat 1 av 2 Datum: Fredagen den 22 september 2000 | Heat 1 av 2 Datum: Fredagen den 22 september 2000 | Heat 1 av 2 Datum: Fredagen den 22 september 2000 | Heat 1 av 2 Datum: Fredagen den 22 september 2000 | Heat 1 av 2 Datum: Fredagen den 22 september 2000 | Heat 1 av 2 Datum: Fredagen den 22 september 2000 | Heat 1 av 2 Datum: Fredagen den 22 september 2000 | Heat 1 av 2 Datum: Fredagen den 22 september 2000 |
| Placering                                         | Placering                                         | Idrottare                                         | Nation                                            | Bana                                              | Tid                                               | Kval.                                             | Rekord                                            |                                                   |
| Heat                                              | Totalt                                            | Idrottare                                         | Nation                                            | Bana                                              | Tid                                               | Kval.                                             | Rekord                                            |                                                   |
| ------------------------------------------------- | ------------------------------------------------- | ------------------------------------------------- | ------------------------------------------------- | ------------------------------------------------- | ------------------------------------------------- | ------------------------------------------------- | ------------------------------------------------- | ------------------------------------------------- |
| 1                                                 | 8                                                 | Haile Gebreselassie                               | Etiopien                                          | 2                                                 | 27.50,01                                          | Q                                                 |                                                   |                                                   |
| 2                                                 | 10                                                | Patrick Ivuti                                     | Kenya                                             | 15                                                | 27.50,10                                          | Q                                                 |                                                   |                                                   |
| 3                                                 | 11                                                | John Korir                                        | Kenya                                             | 7                                                 | 27.50,19                                          | Q                                                 |                                                   |                                                   |
| 4                                                 | 12                                                | Assefa Mezgebu                                    | Etiopien                                          | 8                                                 | 27:50.64                                          | Q                                                 |                                                   |                                                   |
| 5                                                 | 16                                                | Toshinari Takaoka                                 | Japan                                             | 3                                                 | 27:59.95                                          | Q                                                 | SB                                                |                                                   |
| 6                                                 | 19                                                | Samir Moussaoui                                   | Algeriet                                          | 4                                                 | 28:08.22                                          | Q                                                 |                                                   |                                                   |
| 7                                                 | 21                                                | Abdihakim Abdirahman                              | USA                                               | 9                                                 | 28:09.04                                          | Q                                                 |                                                   |                                                   |
| 8                                                 | 22                                                | Enrique Molina                                    | Spanien                                           | 5                                                 | 28:09.76                                          | Q                                                 |                                                   |                                                   |
| 9                                                 | 23                                                | Andres Jones                                      | Storbritannien                                    | 13                                                | 28:11.20                                          |                                                   |                                                   |                                                   |
| 10                                                | 24                                                | Armando Quintanilla                               | Mexiko                                            | 11                                                | 28:14.54                                          |                                                   |                                                   |                                                   |
| 11                                                | 25                                                | Sisay Bezabeh                                     | Australien                                        | 10                                                | 28:21.63                                          |                                                   |                                                   |                                                   |
| 12                                                | 27                                                | Sean Kaley                                        | Kanada                                            | 16                                                | 28:36.07                                          |                                                   |                                                   |                                                   |
| 13                                                | 28                                                | Robert Denmark                                    | Storbritannien                                    | 1                                                 | 28:43.74                                          |                                                   |                                                   |                                                   |
| 14                                                | 29                                                | Shaun Creighton                                   | Australien                                        | 12                                                | 28:52.71                                          |                                                   |                                                   |                                                   |
| 15                                                | 32                                                | Daniele Caimmi                                    | Italien                                           | 17                                                | 29:01.26                                          |                                                   |                                                   |                                                   |
| 16                                                | 33                                                | Teodoro Cunado                                    | Spanien                                           | 14                                                | 29:10.90                                          |                                                   |                                                   |                                                   |
| 17                                                | 34                                                | Michael Aish                                      | Nya Zeeland                                       | 6                                                 | 29:31.83                                          |                                                   |                                                   |                                                   |

| Heat 2 av 2 Datum: Fredagen den 22 september 2000 | Heat 2 av 2 Datum: Fredagen den 22 september 2000 | Heat 2 av 2 Datum: Fredagen den 22 september 2000 | Heat 2 av 2 Datum: Fredagen den 22 september 2000 | Heat 2 av 2 Datum: Fredagen den 22 september 2000 | Heat 2 av 2 Datum: Fredagen den 22 september 2000 | Heat 2 av 2 Datum: Fredagen den 22 september 2000 | Heat 2 av 2 Datum: Fredagen den 22 september 2000 | Heat 2 av 2 Datum: Fredagen den 22 september 2000 |
| Placering                                         | Placering                                         | Idrottare                                         | Nation                                            | Bana                                              | Tid                                               | Kval.                                             | Rekord                                            |                                                   |
| Heat                                              | Totalt                                            | Idrottare                                         | Nation                                            | Bana                                              | Tid                                               | Kval.                                             | Rekord                                            |                                                   |
| ------------------------------------------------- | ------------------------------------------------- | ------------------------------------------------- | ------------------------------------------------- | ------------------------------------------------- | ------------------------------------------------- | ------------------------------------------------- | ------------------------------------------------- | ------------------------------------------------- |
| 1                                                 | 1                                                 | Girma Tolla                                       | Etiopien                                          | 7                                                 | 27:44.01                                          | Q                                                 |                                                   |                                                   |
| 2                                                 | 2                                                 | Paul Tergat                                       | Kenya                                             | 10                                                | 27:44.07                                          | Q                                                 |                                                   |                                                   |
| 3                                                 | 3                                                 | Katsuhiko Hanada                                  | Japan                                             | 9                                                 | 27:45.13                                          | Q                                                 | PB                                                |                                                   |
| 4                                                 | 4                                                 | Mohammed Mourhit                                  | Belgien                                           | 8                                                 | 27:45.73                                          | Q                                                 |                                                   |                                                   |
| 5                                                 | 5                                                 | Said Berioui                                      | Marocko                                           | 11                                                | 27:45.83                                          | Q                                                 |                                                   |                                                   |
| 6                                                 | 6                                                 | Karl Keska                                        | Storbritannien                                    | 8                                                 | 27:48:29                                          | Q                                                 | PB                                                |                                                   |
| 7                                                 | 7                                                 | David Galván                                      | Mexiko                                            | 12                                                | 27:49.53                                          | Q                                                 |                                                   |                                                   |
| 8                                                 | 9                                                 | Aloys Nizigama                                    | Burundi                                           | 2                                                 | 27:50.09                                          | Q                                                 | SB                                                |                                                   |
| 9                                                 | 13                                                | José Rios                                         | Spanien                                           | 6                                                 | 27:51.40                                          | q                                                 |                                                   |                                                   |
| 10                                                | 14                                                | José Ramos                                        | Portugal                                          | 13                                                | 27:51.40                                          | q                                                 | PB                                                |                                                   |
| 11                                                | 15                                                | Mebrahtom Keflezighi                              | USA                                               | 15                                                | 27:58.96                                          | q                                                 |                                                   |                                                   |
| 12                                                | 17                                                | Rachid Berradi                                    | Italien                                           | 1                                                 | 28:01.18                                          | q                                                 |                                                   |                                                   |
| 13                                                | 18                                                | Mauricio Díaz                                     | Chile                                             | 4                                                 | 28:05.61                                          |                                                   | NR                                                |                                                   |
| 14                                                | 20                                                | Yonas Kifle                                       | Eritrea                                           | 5                                                 | 28:08.59                                          |                                                   | NR                                                |                                                   |
| 15                                                | 26                                                | Jeff Schiebler                                    | Kanada                                            | 3                                                 | 28:30.46                                          |                                                   |                                                   |                                                   |
| 16                                                | 30                                                | Dmitrj Maksimov                                   | Ryssland                                          | 14                                                | 28:54.15                                          |                                                   |                                                   |                                                   |
| 17                                                | 31                                                | Alan Culpepper                                    | USA                                               | 16                                                | 29:00.71                                          |                                                   |                                                   |                                                   |

Totala resultat försöksheat
| Försöksheat Resultat | Försöksheat Resultat | Försöksheat Resultat | Försöksheat Resultat | Försöksheat Resultat | Försöksheat Resultat | Försöksheat Resultat | Försöksheat Resultat | Försöksheat Resultat |
| Placering            | Idrottare            | Nation               | Heat                 | Bana                 | Placering            | Tid                  | Kval.                | Rekord               |
| -------------------- | -------------------- | -------------------- | -------------------- | -------------------- | -------------------- | -------------------- | -------------------- | -------------------- |
| 1                    | Girma Tolla          | Etiopien             | 2                    | 7                    | 1                    | 27:44.01             | Q                    |                      |
| 2                    | Paul Tergat          | Kenya                | 2                    | 10                   | 2                    | 27:44.07             | Q                    |                      |
| 3                    | Katsuhiko Hanada     | Japan                | 2                    | 9                    | 3                    | 27:45.13             | Q                    | PB                   |
| 4                    | Mohammed Mourhit     | Belgien              | 2                    | 17                   | 4                    | 27:45.73             | Q                    |                      |
| 5                    | Said Berioui         | Marocko              | 2                    | 11                   | 5                    | 27:45.83             | Q                    |                      |
| 6                    | Karl Keska           | Storbritannien       | 2                    | 8                    | 6                    | 27:48:29             | Q                    | PB                   |
| 7                    | David Galván         | Mexiko               | 2                    | 12                   | 7                    | 27:49.53             | Q                    |                      |
| 8                    | Haile Gebreselassie  | Etiopien             | 1                    | 2                    | 1                    | 27:50.01             | Q                    |                      |
| 9                    | Aloys Nizigama       | Burundi              | 2                    | 2                    | 8                    | 27:50.09             | Q                    | SB                   |
| 10                   | Patrick Ivuti        | Kenya                | 1                    | 15                   | 2                    | 27:50.10             | Q                    |                      |
| 11                   | John Korir           | Kenya                | 1                    | 7                    | 3                    | 27:50.19             | Q                    |                      |
| 12                   | Assefa Mezgebu       | Etiopien             | 1                    | 8                    | 4                    | 27:50.64             | Q                    |                      |
| 13                   | José Rios            | Spanien              | 2                    | 6                    | 9                    | 27:51.40             | q                    |                      |
| 14                   | José Ramos           | Portugal             | 2                    | 13                   | 10                   | 27:56.30             | q                    | PB                   |
| 15                   | Mebrahtom Keflezighi | USA                  | 2                    | 15                   | 11                   | 27:58.96             | q                    |                      |
| 16                   | Toshinari Takaoka    | Japan                | 1                    | 3                    | 6                    | 27:59.95             | Q                    | SB                   |
| 17                   | Rachid Berradi       | Italien              | 2                    | 1                    | 12                   | 28:01.18             | q                    |                      |
| 18                   | Mauricio Díaz        | Chile                | 2                    | 4                    | 13                   | 28:05.61             |                      | NR                   |
| 19                   | Samir Moussaoui      | Algeriet             | 1                    | 4                    | 6                    | 28:08.22             | Q                    |                      |
| 20                   | Yonas Kifle          | Eritrea              | 2                    | 5                    | 14                   | 28:08.59             |                      | NR                   |
| 21                   | Abdihakim Abdirahman | USA                  | 1                    | 9                    | 7                    | 28:09.04             | Q                    |                      |
| 22                   | Enrique Molina       | Spanien              | 1                    | 5                    | 8                    | 28:09.76             | Q                    |                      |
| 23                   | Andres Jones         | Storbritannien       | 1                    | 13                   | 9                    | 28:11.20             |                      |                      |
| 24                   | Armando Quintanilla  | Mexiko               | 1                    | 11                   | 10                   | 28:14.54             |                      |                      |
| 25                   | Sisay Bezabeh        | Australien           | 1                    | 10                   | 11                   | 28:21.63             |                      |                      |
| 26                   | Jeff Schiebler       | Kanada               | 2                    | 3                    | 15                   | 28:30.46             |                      |                      |
| 27                   | Sean Kaley           | Kanada               | 1                    | 16                   | 12                   | 28:36.07             |                      |                      |
| 28                   | Robert Denmark       | Storbritannien       | 1                    | 1                    | 13                   | 28:43.74             |                      |                      |
| 29                   | Shaun Creighton      | Australien           | 1                    | 12                   | 14                   | 28:52.71             |                      |                      |
| 30                   | Dmitrj Maksimov      | Ryssland             | 2                    | 14                   | 16                   | 28:54.15             |                      |                      |
| 31                   | Alan Culpepper       | USA                  | 2                    | 16                   | 17                   | 29:00.71             |                      |                      |
| 32                   | Daniele Caimmi       | Italien              | 1                    | 17                   | 15                   | 29:01.26             |                      |                      |
| 33                   | Teodoro Cunado       | Spanien              | 1                    | 14                   | 16                   | 29:10.90             |                      |                      |
| 34                   | Michael Aish         | Nya Zeeland          | 1                    | 6                    | 17                   | 29:31.83             |                      |                      |

### Final
| Final Datum: Måndagen den 25 september 2000 Tid: | Final Datum: Måndagen den 25 september 2000 Tid: | Final Datum: Måndagen den 25 september 2000 Tid: | Final Datum: Måndagen den 25 september 2000 Tid: | Final Datum: Måndagen den 25 september 2000 Tid: | Final Datum: Måndagen den 25 september 2000 Tid: |
| Placering                                        | Idrottare                                        | Nation                                           | Bana/Ordning                                     | Tid                                              | Rekord                                           |
| ------------------------------------------------ | ------------------------------------------------ | ------------------------------------------------ | ------------------------------------------------ | ------------------------------------------------ | ------------------------------------------------ |
| 1                                                | Haile Gebreselassie                              | Etiopien                                         | 19                                               | 27:18.20                                         | SB                                               |
| 2                                                | Paul Tergat                                      | Kenya                                            | 8                                                | 27:18.29                                         |                                                  |
| 3                                                | Assefa Mezgebu                                   | Etiopien                                         | 2                                                | 27:19.75                                         | SB                                               |
| 4                                                | Patrick Ivuti                                    | Kenya                                            | 16                                               | 27:20.44                                         |                                                  |
| 5                                                | John Korir                                       | Kenya                                            | 20                                               | 27:24.75                                         | PB                                               |
| 6                                                | Said Berioui                                     | Marocko                                          | 7                                                | 27:37.83                                         | SB                                               |
| 7                                                | Toshinari Takaoka                                | Japan                                            | 9                                                | 27:40.44                                         | PB                                               |
| 8                                                | Karl Keska                                       | Storbritannien                                   | 6                                                | 27:44.09                                         | PB                                               |
| 9                                                | Aloys Nizigama                                   | Burundi                                          | 12                                               | 27:44.56                                         | SB                                               |
| 10                                               | Abdihakim Abdirahman                             | USA                                              | 18                                               | 27:46.17                                         | PB                                               |
| 11                                               | Girma Tolla                                      | Etiopien                                         | 15                                               | 27:49.75                                         |                                                  |
| 12                                               | Mebrahtom Keflezighi                             | USA                                              | 13                                               | 27:53.63                                         | PB                                               |
| 13                                               | David Galvan                                     | Mexiko                                           | 11                                               | 27:54.56                                         |                                                  |
| 14                                               | Jose Ramos                                       | Portugal                                         | 4                                                | 28:07.43                                         |                                                  |
| 15                                               | Katsuhiko Hanada                                 | Japan                                            | 17                                               | 28:08.11                                         |                                                  |
| 16                                               | Samir Moussaoui                                  | Algeriet                                         | 3                                                | 28:17.25                                         |                                                  |
| 17                                               | Rachid Berradi                                   | Italien                                          | 10                                               | 28:45.96                                         |                                                  |
| 18                                               | Jose Rios                                        | Spanien                                          | 1                                                | 28:50.31                                         |                                                  |
| -                                                | Enrique Molina                                   | Spanien                                          | 14                                               | DNF                                              |                                                  |
| -                                                | Mohammed Mourhit                                 | Belgien                                          | 5                                                | DNF                                              |                                                  |